# Proton Saga (второе поколение)
1. перенаправление Proton Saga#Второе поколение